# Ásraf Kászem
Ásraf Kászem (arabul: أشرف قاسم); (1966. július 25. – ) egyiptomi válogatott labdarúgó és edző. 

## Pályafutása

### Klubcsapatban
1984 és 1997 között az Ez-Zamálek játékosa volt, melynek tagjaként négy bajnoki címet (1984, 1988, 1992, 1993) szerzett és három alkalommal (1984, 1986, 1993) nyerte meg a bajnokcsapatok Afrika-kupáját. Az 1993–94-es szezonban a szaúdi El-Hilál csapatában játszott.

### A válogatottban
1986 és 1994 között 37 alkalommal szerepelt az egyiptomi válogatottban és 1 gólt szerzett. Részt vett az 1990-es világbajnokságon, de egyetlen csoportmérkőzésen sem lépett pályára. Tagja volt az 1986-os afrikai nemzetek kupáján aranyérmet szerző válogatott keretének és részt vett az 1988-as, az 1992-es és az 1994-es afrikai nemzetek kupáján.

## Sikerei, díjai
Ez-Zamálek
- Egyiptomi bajnok (4): 1983–84, 1987–88, 1991–92, 1992–93
- Bajnokcsapatok Afrika-kupája győztes (3): 1984, 1986, 1993
- Afro-ázsiai klubok kupája győztes (1): 1987
- CAF-szuperkupa győztes (1): 1994

Egyiptom
- Afrikai nemzetek kupája győztes (1): 1986